# Tidasus bananicus
Tidasus bananicus är en mångfotingart som beskrevs av Carl Graf Attems 1953. Tidasus bananicus ingår i släktet Tidasus och familjen Chelodesmidae. Inga underarter finns listade i Catalogue of Life.